# اس‌تی‌اس-۳۷
اس‌تی‌اس-۳۷ (انگلیسی: STS-37) یکی از مأموریت‌های برنامه شاتل‌های فضایی بود که در تاریخ ۵ آوریل ۱۹۹۱ از پایگاه فضایی کندی به فضا پرتاب شد. این مأموریت ۶ روزه توسط شاتل آتلانتیس انجام گرفت. در طی این مأموریت دو راهپیمایی فضایی توسط فضانوردان صورت گرفت و همچنین رصدگر پرتوی گامای کامپتون در مدار زمین جهت مطالعات ستاره‌شناسی قرار گرفت.